# Pedro Casablanc
Pedro Casablanc, pseudònim de Pedro Manuel Ortiz Domínguez (Casablanca, Marroc, 17 d'abril de 1963) és un actor de cinema, teatre i televisió, director i doblador espanyol.

## Biografia
Va néixer a la ciutat de Casablanca, el Marroc, el 17 d'abril de 1963. Es va llicenciar en Belles arts en la Universitat de Sevilla. Va ser en aquesta ciutat (Sevilla) on va començar la seva carrera d'actor, actuant en la companyia Teatre de la Jácara i al Centro Andaluz de Teatro CAT, en muntatges dirigits pels directors Miguel Narros o George Tabori entre d'altres. Va arribar a Madrid l'any 1991, on va entrar a formar part de l'elenc del Teatro de La Abadía, on va treballar durant quatre anys, dirigit per José Luis Gómez. Gràcies a la seva actuació en l'obra El señor Puntila y su criado Matti va guanyar el premi al millor actor secundari de teatre, atorgat per la Unió d'Actors de Madrid. Després de rebre aquest guardó, va començar a interpretar importants personatges del teatre en obres com La gaviota, Casa de muñecas, Antígona, Últimas palabras de Copito de Nieve, Marat/Sade i El rei Lear.
Quant a la seva carrera al cinema, ha treballat amb directors com Steven Soderbergh a Guerrilla, Jean-Jacques Annaud a Sa majesté Minor, Imanol Uribe a Días contados i Extraños, i Fernando Colomo entre d'altres, a més de ser protagonista en diversos curtmetratges.
Ha intervingut en nombroses sèries de televisió espanyoles des de principis dels anys 90. En aquest mitjà han destacat els seus papers a Policías, en el corazón de la calle, on va interpretar el personatge del Ruso, Motivos personales amb el paper antagonista de Pablo Acosta, El pantano, RIS Científica, Hospital Central o Isabel interpretant a l'ambiciós arquebisbe Carrillo, entre d'altres. Per les seves brillants actuacions, ha aconseguit diversos premis i nominacions de la Unión de Actores y Actrices, sobretot com a millor actor secundari de televisió.

### Cinema

#### Llargmetratges
| Any  | Llargometratge                           | de                              | Personatge                       |
| ---- | ---------------------------------------- | ------------------------------- | -------------------------------- |
| 2020 | Explota, explota                         | Nacho Alvarez                   | Celedonio                        |
| 2019 | Legado en los huesos                     | Fernando González Molina        | Comisario General                |
| 2019 | El crack cero                            | José Luis Garci                 | Don Ricardo                      |
| 2019 | Dolor y gloria                           | Pedro Almodóvar                 | Doctor Galindo                   |
| 2019 | Lo dejo cuando quiera                    | Carlos Therón                   | Don Alfredo Merino               |
| 2018 | Alegría, tristeza                        | Ibon Comenzaba                  | Doctor Durán                     |
| 2018 | Superlópez                               | Javier Ruiz Caldera             | Padre de Superlopez              |
| 2017 | Bajo la rosa                             | Josué Ramos                     | Oliver                           |
| 2017 | El último Akhenatón: Hereje              | Ignacio Oliva                   | Ay                               |
| 2017 | El guardián invisible                    | Dolores Redondo i Luiso Berdejo | Comisario General                |
| 2017 | Viaje al cuarto de una madre             | Celia Rico Clavellino           | Miguel                           |
| 2017 | La vida                                  | Calderón de la Barca            | Clotaldo                         |
| 2016 | 1898. Los últimos de Filipinas           | Alejandro Hernández             | Tinent coronel Cristóbal Aguilar |
| 2016 | El hombre de las mil caras               | Alberto Rodríguez Librero       | Advocat                          |
| 2015 | Truman                                   | Cesc Gay i Tomàs Aragay         | Médico                           |
| 2015 | B, la pel·lícula                         | David Ilundain                  | Luis Bárcenas                    |
| 2015 | Sicarivs: La noche y el silencio         | Javier Muñoz                    | Home fumador                     |
| 2013 | Un ramo de cactus                        | Pablo Llorca                    | Alfonso                          |
| 2013 | Love Unlimited                           | Alejandro Ochoa                 | Diego                            |
| 2013 | Viral                                    | Lucas Figueroa                  | David                            |
| 2011 | 23-F: la pel·lícula                      | Chema de la Peña                | Eduardo Fuentes                  |
| 2011 | El mundo que fue y que es                | Pablo Llorca                    |                                  |
| 2009 | 7 minutos                                | Daniela Féjerman                | José Ramón                       |
| 2007 | Guerrilla                                | Steven Soderbergh               | Coronel Joaquín Zenteno          |
| 2007 | Sa majesté Minor                         | Jean-Jacques Annaud             | Kryton (arquitecte)              |
| 2007 | Manolete                                 | Menno Meyjes                    | General                          |
| 2007 | Uno de los dos no puede estar equivocado | Pablo Llorca                    | Cruz                             |
| 2006 | The Deal                                 | Bryan Goeres                    | Agente Fuentes                   |
| 2003 | Face of Terror                           | Bryan Goeres                    | Venedor d'Armes                  |
| 2001 | No te fallaré                            | Manuel Ríos San Martín          | Ruso                             |
| 2001 | La espalda de Dios                       | Pablo Llorca                    | Raúl                             |
| 1999 | Extraños                                 | Imanol Uribe                    | Castro                           |
| 1998 | Los años bárbaros                        | Fernando Colomo                 | Guardia Civil                    |
| 1998 | Don Juan, de Molière                     | Jacques Weber                   | Lucas                            |
| 1997 | Eso                                      | Fernando Colomo                 | Vendedor                         |
| 1994 | Días contados                            | Imanol Uribe                    | Alfredo                          |
| 1994 | Mi hermano del alma                      | Mariano Barroso                 | Guàrdia civil                    |

#### Curtmetratges
| Any  | Curtmetratge                 | de                                 | Personatge                 |
| ---- | ---------------------------- | ---------------------------------- | -------------------------- |
| 2016 | Leica Story                  | Raúl Mancilla                      | Antonio Lorente            |
| 2016 | Camada                       | Daniel Martín Novel                | Cosme                      |
| 2011 | La noche de todos los santos | Gustavo Vallecas                   | Tinent de la Guàrdia Civil |
| 2009 | Burbuja                      | Pedro Casablanc y Gabriel Olivares | Padre de Marga             |
| 2008 | Susurros                     | Carlos Castel                      | Sr. Valenzuela             |
| 2007 | Monstruo                     | Zoe Berriatúa                      | Padre                      |
| 2006 | Nana mía                     | Verónica Cerdán Molina             |                            |
| 2004 | Balada para un adiós         | Carlos Duarte                      |                            |
| 2004 | Las viandas                  | José Antonio Bonet                 | Hombre Solitario           |
| 2001 | Mala espina                  | Belén Macías                       | Juan                       |
| 2000 | Para pegarse un tiro         | Gustavo Vallecas                   | Sicario                    |
| 2000 | El infanticida               | Pilar Ruiz-Gutiérrez               | Adulticida                 |
| 1999 | Cosas nuestras               | José Pascual                       | Gonzalo                    |
| 1994 | Carranze                     | José García Hernández              |                            |

### Televisió

#### Telefilms
- Padre coraje (2002).
- Sant'Antonio di Padova (2002), d'Umberto Marino.
- Los recuerdos de Alicia (2005), de Manuel Estudillo.
- Diario de un skin (2005), de Jacobo Rispa.
- Masala (2007), de Salvador Calvo.
- La princesa de Éboli (2010), de Matías Vázquez.
- Prim, l'assassinat del carrer del Turco (2014), de Miguel Bardem.
- 22 àngels (2016), como Doctor Balmis

#### Sèries
- ¡Ay, Señor, Señor! (1994)
- Éste es mi barrio (1996)
- Querido maestro (1997)
- Hermanas (1998)
- Manos a la obra (1998)
- Periodistas (1999)
- Compañeros (1999)
- Policías, en el corazón de la calle (2000-2003), com Manuel Klimov "el Ruso"
- El pantano (2003)
- El comisario (2004)
- Mis adorables vecinos (2004)
- Motivos personales (2005)
- Génesis, en la mente del asesino (2006)
- Tirando a dar (2006)
- Los hombres de Paco (2006-2007), com Adolfo Torres
- RIS Científica (2007)
- Hospital Central (2008 - 2011), com Dr. Fernando Mora.
- Los misterios de Laura (2011) com Ángel Pisano "Señor Verde"
- Isabel (2012-2013), com l'arquebisbe de Toledo, Alfonso Carrillo.
- Amar es para siempre, com Damián Blasco Segarra (2014-2015).
- Los nuestros, com el Coronel Villegas (2015).
- Le Princess (2015), El Feo
- Mar de plástico, com Juan Rueda (2015-2016).
- Cannabis, com El Feo (2016)
- El ministerio del tiempo, com Francisco de Goya (2017)
- Gunpowder (2017)
- Félix (2018)
- Cuéntame cómo pasó como Guillermo (2018)
- Matadero (2019)
- Toy Boy (2019)
- Vida perfecta (2019)
- White Lines (2020) Netflix

### Teatre

#### Com a actor
- Esperant a Godot, de Samuel Beckett. Dirigida per Alfonso Zurro. Teatro de la Jácara (1989).
- Las de Caín, de Serafín y Joaquín Álvarez Quintero. Dirigida per Miguel Narros. Centro Andaluz Teatro (1990).
- Don Juan Tenorio, de José Zorrilla. Dirigida per Ángel Facio. Centro Andaluz Teatro i Goliardos (1991).
- Una cuestión de azar, de Jesús Cracio i Yolanda Murillo. Dirigida per Jesús Cracio. Centro Andaluz Teatro (1992).
- El gran inquisidor, de Dostoievski. Dirigida per George Tabori. Centro Andaluz Teatro (1992).
- María Estuardo, de Schiller. Dirigida per María Ruiz. Teatro del Olivar (1996).
- Retablo de la avaricia, la lujuria y la muerte, de Ramón María del Valle Inclán. Dirigida per José Luis Gómez. Teatro de La Abadía (1995).
- Faust, de Goethe. Dirigida per Götz Loepelman. Teatro de La Abadía (1997).
- La noche XII, de William Shakespeare. Dirigida per Gerardo Vera. Teatro de La Abadía (1997).
- El señor Puntila y su criado Matti, de Bertolt Brecht. Dirigida per Rosario Ruiz. Teatro de La Abadía.
- La dama duende, de Calderón de la Barca. Dirigida per J. L. Alonso de Santos. Compañía Nacional de Teatro Clásico y Pentación (2000).
- Casa de muñecas, de Henrik Ibsen. Dirigida per María Ruiz. Prod. Teatrales Contemporáneas (2001).
- La gaviota, de Anton Txékhov . Dirigida per Amelia Ochandiano. Teatro de la Danza (2002)
- Las comedias bárbaras, de Ramón María del Valle Inclán. Dirigida per Bigas Luna (2003)
- Aquí no paga nadie, de Darío Fo. Dirigida per Esteve Ferrer (2004)
- Últimas palabras de Copito de Nieve, de Juan Mayorga. Dirigida per Andrés Lima. Animalario (2004-2006)
- Bonhomet y el cisne, òpera d'Eduardo Pérez Maseda. Dirigida per Tomás Muñoz (2006)
- Hamelin, de Juan Mayorga. Dirigida per Andrés Lima. Animalario (2006)
- Antígona o la felicidad. Dirigida per Pedro Casablanc (2006)
- Marat-Sade, de Peter Weiss. Dirigido por Andrés Lima. Centro Dramático Nacional y Animalario (2007)
- Conte d´hivern de Shakespeare. Director: Ferran Madico. Festival Grec Barcelona (2007)
- El rei Lear de Shakespeare. Director: Gerardo Vera. Centro Dramático Nacional.(2008)
- Edipo, una trilogía: Edip Rey, Edip a Colono i Antígona de Sòfocles. Director: Georges Lavaudant. Festival de Mérida.(2009)
- El arte de la comedia. Director: Carles Alfaro. Autor: Eduardo De Filippo (2010)
- José K. Torturado. Director: Carles Alfaro. Autor: Javier Ortiz. Teatro Español (2012)
- Hamlet de Shakespeare. Director: Will Keen. Teatro Español-Matadero (2012)[3]
- Babel d'Andrew Bovell. Director: Tamzin Townsend. Teatro Marquina (2012)

#### Com a director
- Retablo de comediantes, d'Alfonso Zurro. (1992).
- Don Quijote, de Miguel de Cervantes. Producción Expo 1992.
- ¡Ay, Carmela!, de José Sanchis Sinisterra (2001).
- El tren holandés, de Amiri Baraka (2004).
- Antígona o la felicidad (2006)
- Extremities (2012)

## Premis
- Premi de la Unión de Actores i actricis al millor actor secundari de teatre por "El señor Puntilla y su criado Matti" en 1998.
- Nominat al Premi de la Unión de Actores al millor actor secundari de televisió per Policías, en el corazón de la calle el 2000.
- Premi de la Unión de Actores al millor actor secundari de televisió per Policías, en el corazón de la calle el 2001.
- Nominat al Premi de la Unión de Actores al millor actor secundari de televisió per Motivos personales el 2005.
- Premio al Millor actor al Festival Internacional de Cinema de Las Palmas de Gran Canària per "El mundo que fue y el que es" el 2011[4]
- Premi Ceres al Millor actor al Festival Internacional de Teatre Clàssic de Mèrida per Los cuentos de la peste i Hacia la alegría a 2015[5]
- 2016: Premi Sant Jordi al millor actor en pel·lícula espanyola per B, la película.[6]
- Premis Ondas 2016 al millor actor per Mar de plástico.[7]
- Nominat al Premi Feroz 2017 al Millor Actor Protagonista en una Sèrie per Mar de Plástico.[8]
- Premi Fugaz al curtmetratge espanyol 2019 a Millor Actor per Uno.